# Jarabinská skala
Jarabinská skala (1187 m) – szczyt w Wielkiej Fatrze na Słowacji. Wznosi się w lewych zboczach Ľubochniańskiej doliny (Ľubochnianska dolina). Stanowi zakończenie grzbietu odchodzącego na północny wschód od głównego grzbietu tzw. turczańskiej gałęzi Wielkiej Fatry. Grzbiet ten oddziela Kornietovą dolinę od bezimiennej dolinki po północnej stronie.
Jarabinská skala jest porośnięta lasem, ale północno-wschodnia strona jej wierzchołka to duże partie skalne. Skaliste partie znajdują się także na grzbiecie poniżej szczytu. Znajduje się w obrębie Parku Narodowego Wielka Fatra i nie prowadzą przez nią żadne szlaki turystyczne.